# Ahillones
Ahillones es un municipio español, perteneciente a la provincia de Badajoz en la comunidad autónoma de Extremadura.

## Geografía
Integrado en la comarca de Campiña Sur, se sitúa a 127 kilómetros de Badajoz. El término municipal está atravesado por la carretera nacional N-432, entre los pK 126 y 128, además de por carreteras locales que permiten la comunicación con Valverde de Llerena y Casas de Reina. El relieve del municipio es prácticamente llano, de forma que la altitud oscila entre los 610 metros al sur y los 550 metros a orillas de un arroyo al este. El pueblo se alza a 580 metros sobre el nivel del mar. El territorio es un enclave dentro del municipio de Berlanga. 

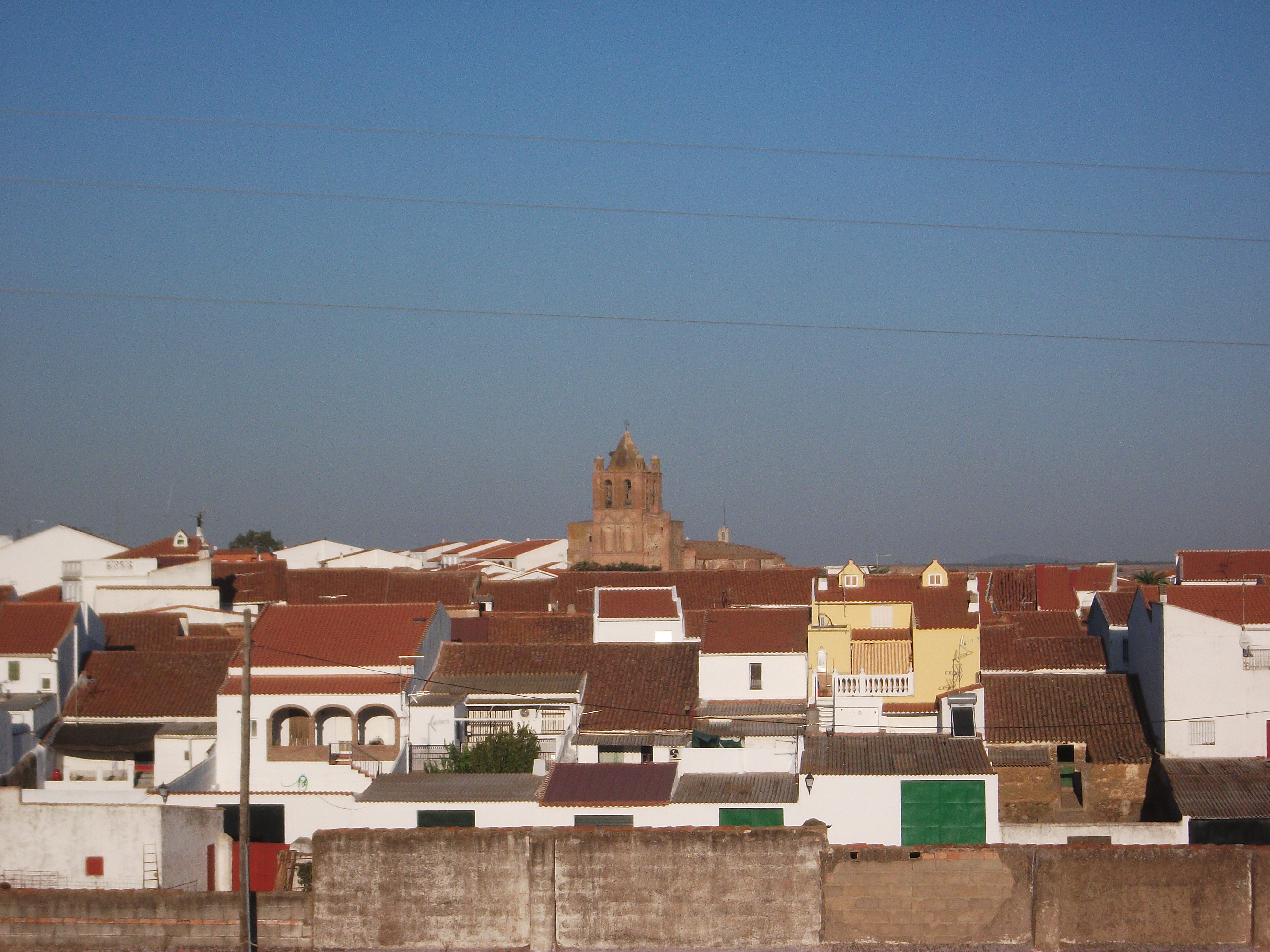
Ahillones visto desde el cerro del Santo

## Historia
Aunque su origen no está demasiado claro, parece ser que se remonta a tiempos de la Mesta y que se debe a algún asentamiento de pastores que bajaban con su ganado cada año. En concreto fueron los habitantes de Ayllón, pueblo de Segovia los primeros moradores, que pasaron a denominar ese emplazamiento el «lugar de los Ayllones», de donde viene el nombre del municipio.
En 1594 era conocido como Ayllones y formaba parte de la provincia de León de la Orden de Santiago con categoría de Encomienda y contaba con 315 vecinos pecheros.
El 18 de septiembre de 1646 el rey Felipe IV firmaba en Zaragoza, donde se encontraba haciendo frente a los años de disturbios en Cataluña que vivió España (1640-1652), la declaración de Ahillones como Villa.
Hasta entonces, Ahillones era, en realidad, el lugar de los Ayllones de Reina. Una pequeña población que dependía de Reina, encomienda de la Orden de Santiago, desde 1246.
A la caída del Antiguo Régimen la localidad se constituye en municipio constitucional en la región de Extremadura. Desde 1834 quedó integrado en el partido judicial de Llerena. En el censo de 1842 contaba con 426 hogares y 1798 vecinos.

## Demografía
Ahillones cuenta con una población de 784 habitantes (INE 2024).
| Gráfica de evolución demográfica de Ahillones entre 1842 y 2021                                                       |
| |
| Población de derecho según los censos de población del INE. Población de hecho según los censos de población del INE. |

Aunque llegó a tener más de 3000 habitantes según algunos historiadores y demógrafos, sufrió una emigración en los años 1960 tan grande como el éxodo que sufren en la actualidad los pueblos pequeños hacia las grandes ciudades, por lo que su media de edad es muy alta, es decir, con pirámide poblacional invertida. En 2016 era de 934 habitantes según el INE. lo que da buena muestra del éxodo antes citado.

## Economía
Su economía depende fundamentalmente de la agricultura y la ganadería. Se cultiva principalmente el cereal, abundando el olivo: El ganado predominante es ovino y porcino.

## Patrimonio

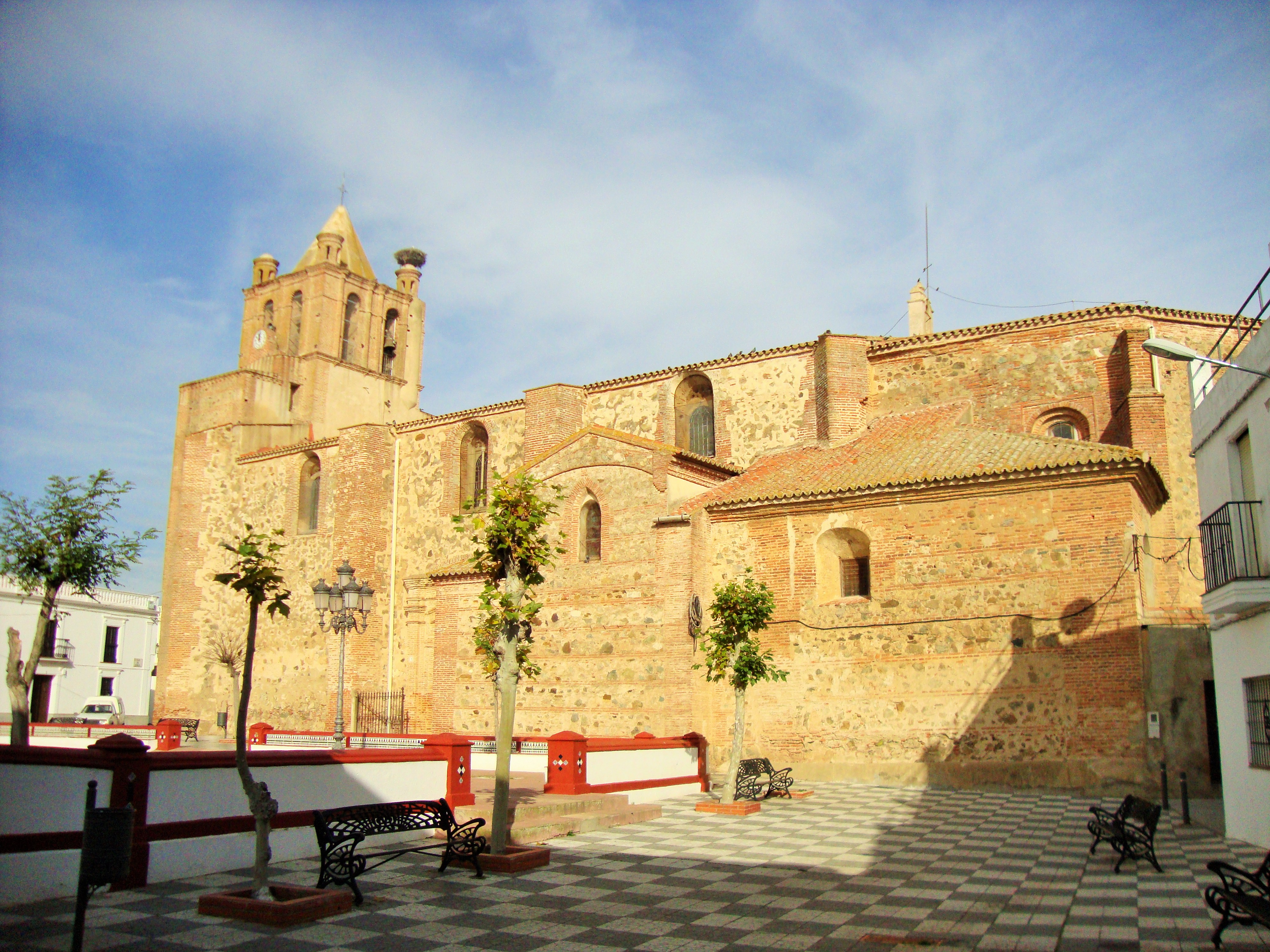
Iglesia de Santa María de los Remedios

### Iglesia parroquial de Santa María de los Remedios
Perteneciente a la archidiócesis de Mérida-Badajoz. La iglesia del siglo XVI, de mampostería y ladrillo cuya fachada presenta el característico estilo mudéjar de la comarca. Consta de una sola nave en tres tramos. Su torre, de planta cuadrada, tiene cuatro cuerpos separados entre sí por cornisas horizontales. En la fachada tiene una portada de piedra tallada con arco peraltado y tímpano triangular cerrado, enmarcado el conjunto por dos altas columnas. El campanario doble está rematado por un chapitel. Aunque el exterior conserva su primitiva imagen, el interior ha sido restaurado recientemente. En su interior se conserva una de las imágenes más valiosas del pueblo, el Cristo del Socorro, de 1630, atribuida al imaginero extremeño Francisco Morato y una de las mejores obras de la imaginería del siglo XVII. Otras imágenes muy antiguas son la Virgen de la Rosa y la imagen de San Juan Bautista procedentes de las ermitas de la Rosa y San Juan, hoy desaparecidas.

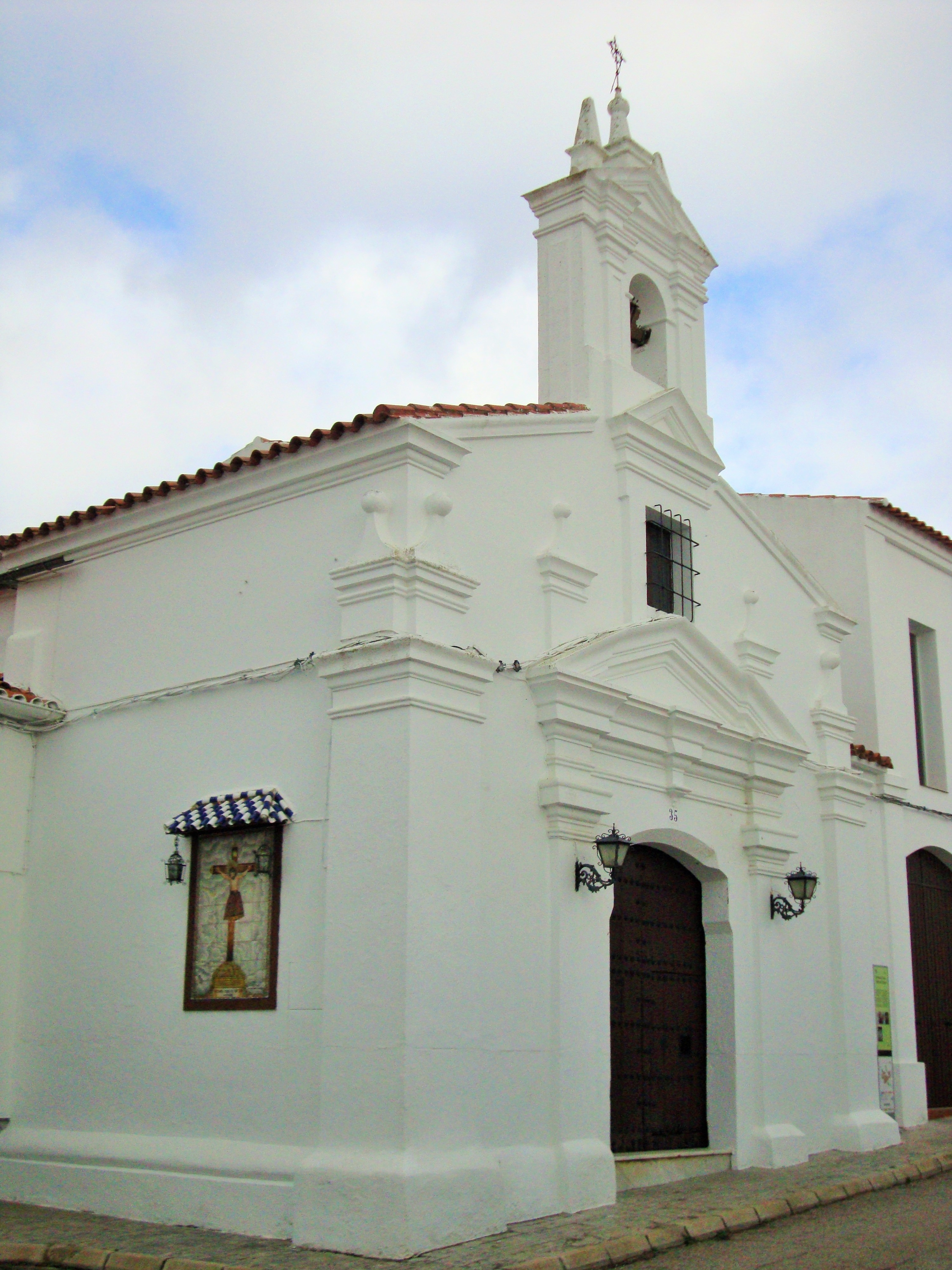
Ermita del Santo Cristo de la Sangre

### Ermita del Santo Cristo de la Sangre
Perteneciente a la hermandad del Cristo, del que son devotos en el pueblo y que presenta una interesante portada barroca. Su construcción comenzó una vez se dio por finalizada la iglesia de Santa María de los Remedios en el siglo XVI. Con el paso del tiempo se convirtió en la sede de la Mayordomía del Cristo de La Sangre (patrón del pueblo) y sede de los actos de Semana Santa, dando también cobijo a la de la Vera Cruz. La actual ermita es producto de la última remodelación que se hizo a mediados del siglo XVIII. La imagen más importante que se conserva en su interior es la del «Santísimo Cristo de la Sangre». Se trata de una escultura del siglo XVI de 40 cm de tamaño.

### Vía Crucis
Su origen se remonta al siglo XVII. Consta de 14 construcciones rematadas con una cruz de hierro forjado. De ellas destacan dos: la popular «cruz redonda» que por su forma ensanchada representa a la «Casa de Pilatos» y una cruz alargada con tres cruces en su remate que representa el Calvario: Jesús junto al buen y al mal ladrón. Junto a ellas se encuentra una escultura del Sagrado Corazón de Jesús, donada por un particular en 1943.

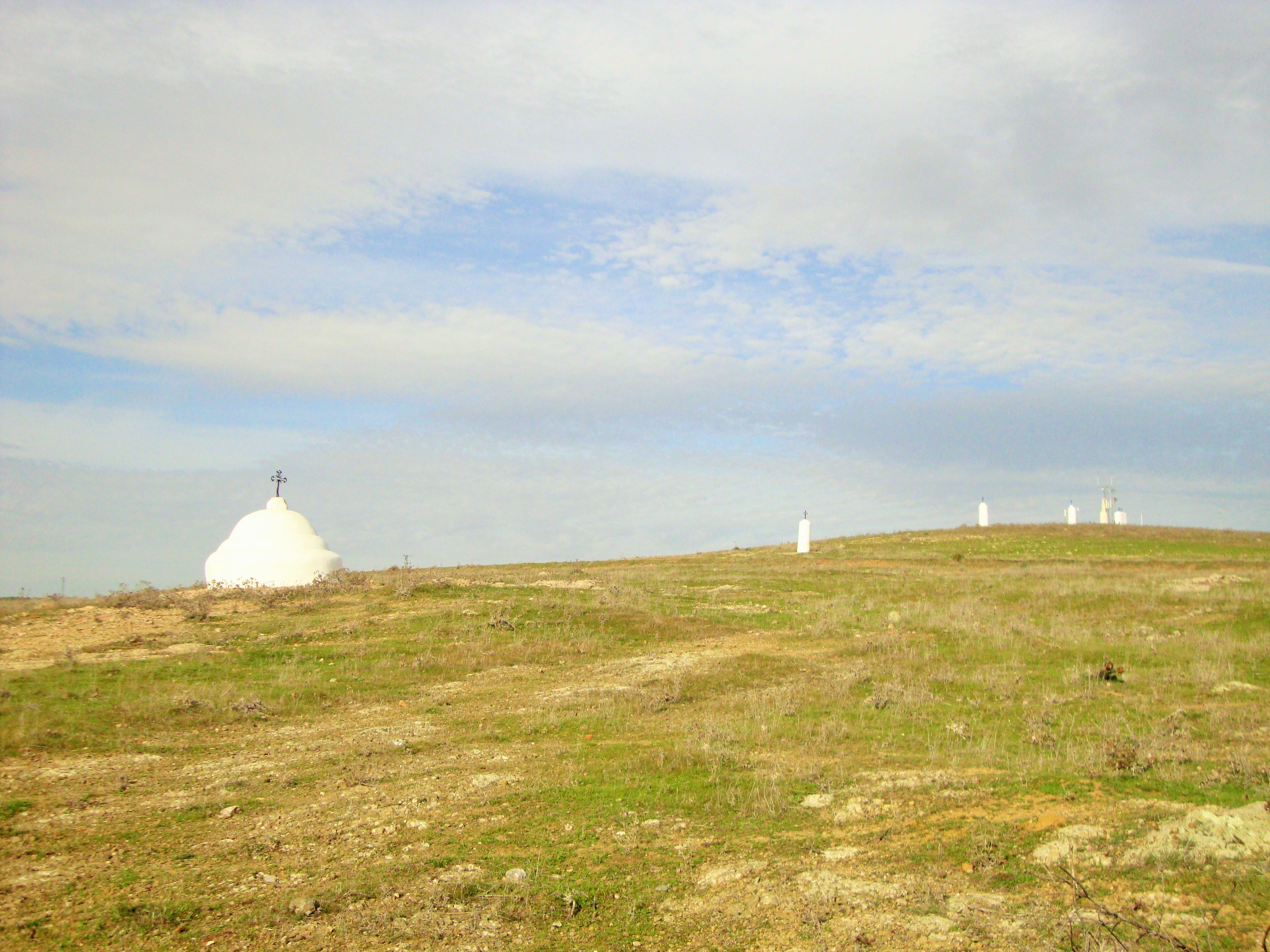
Vista de parte del camino de las cruces.
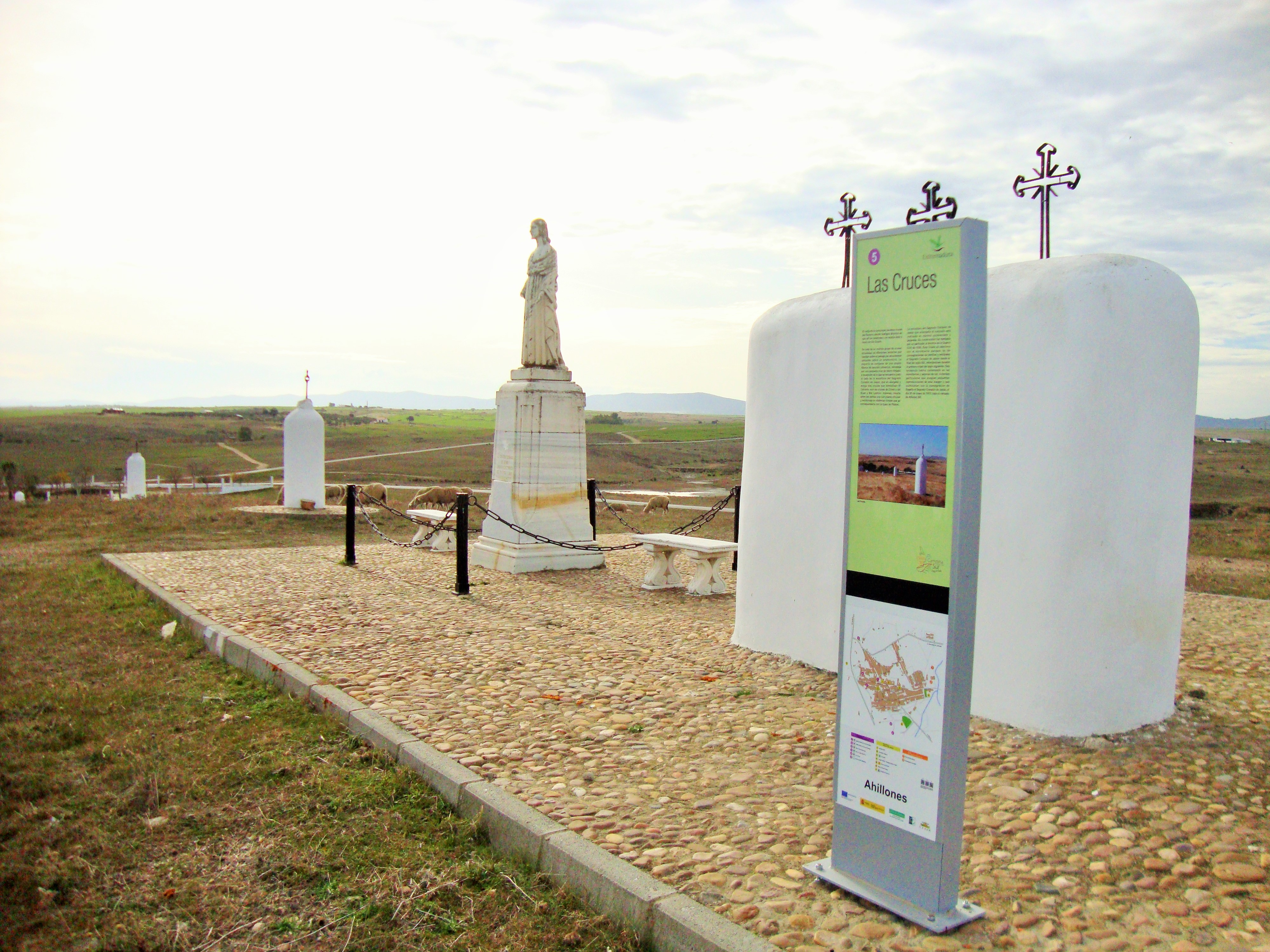
Las tres Cruces.
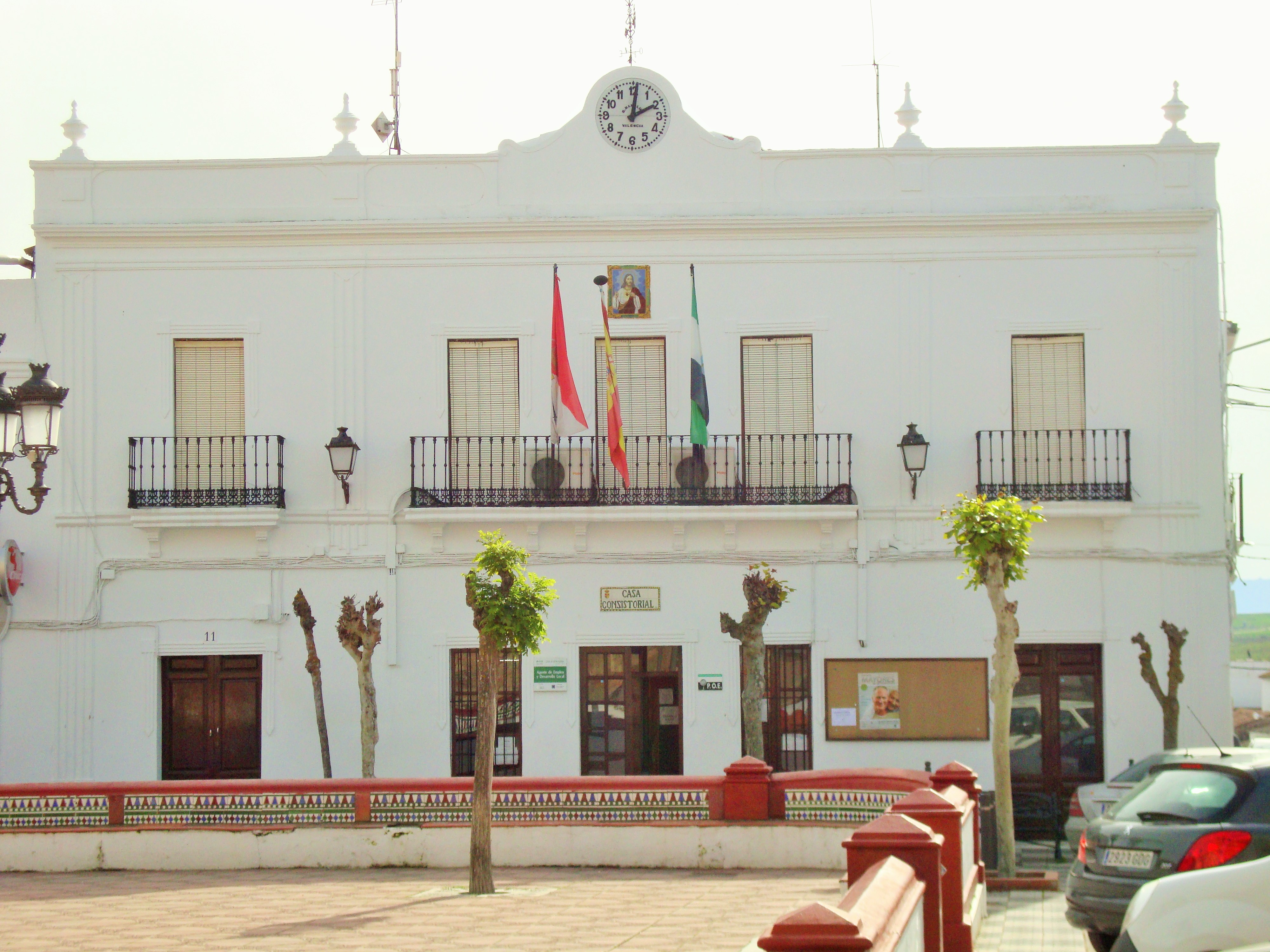
Casa Consistorial.

En los alrededores del pueblo predominan los pilares y abrevaderos, destacando el pilar y la fuente del Horno y el pilar y fuente del Lugar.

## Fiestas
Tiene a lo largo del año varias fiestas, pero las más populares son las fiestas del Cristo de la Sangre del 13 al 16 de septiembre días en los que se celebra la fiesta religiosa en honor al patrón de Ahillones. El día 13 de septiembre es el Día del Ramo, tradición muy antigua que trata de recorrer todas las calles del pueblo montados en tractores y remolques recogiendo regalos y donativos que la gente quiere regalar a la Hermandad del Santísimo Cristo de la Sangre para sufragar las fiestas. Los regalos pueden ser de diversas maneras, desde dinero en metálico hasta sandías, melones, corderos,lechones, gallos, conejos, cuadros pintados, vino de la tierra, sacos de grano(trigo, cebada, avena...), garbanzos, macetas...
El Ramo va acompañado de un tren en el que van subidos los más pequeños y por una banda de música.
La noche del 13 de septiembre se queman fuegos artificiales para anunciar la solemnidad del día siguiente. Posteriormente hay verbenas en la plaza y se realizan juegos tradicionales como el tiro al melón donde desde una distancia determinada se lanza por turnos una navaja a un melón con el objetivo de clavarla, el que la clava más veces en menos intentos es premiado con la fruta. 

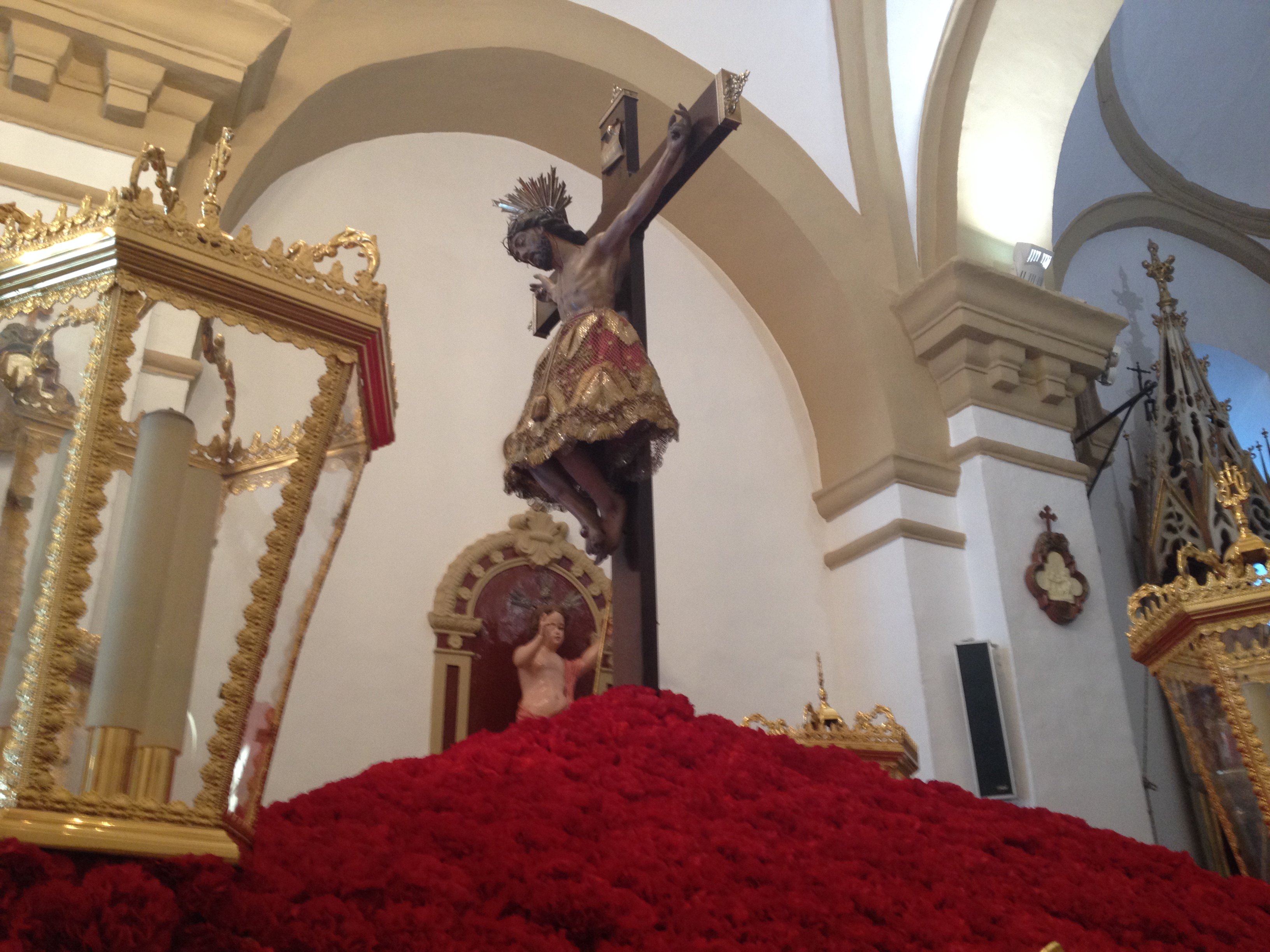
El Santísimo Cristo de la Sangre antes de empezar su procesión del 14 de septiembre

El 14 de septiembre, el Día del Cristo, la jornada comienza bien temprano con el toque de diana a las 8 de la mañana. Posteriormente se realiza la solemne procesión del Santísimo Cristo de la Sangre, en la que todo el pueblo acompaña a su patrón más querido. La procesión va acompañada, al igual que el Ramo, por la banda de música. Después de la procesión y de la misa del día de la festividad el Stmo Cristo se traslada hacia su ermita en hombros de mujeres.
Cuando termina la procesión comienza la tradicional subasta pública de los donativos del Ramo(los que no fueron en metálico) y el juego del pinche de los melones y las sandías que se recogieron la tarde anterior. El tradicional juego consiste en lanzar desde una distancia determinada, navajas a melones y sandías, el jugador que más acierte en menos intentos será premiado con la fruta. La tarde continúa con la matiné y la posterior verbena popular hasta altas horas de la noche.
Los días 15 y 16 se realizan concursos de baile en los matinés y las verbenas. 
También se celebra la festividad del Emigrante, hacia el segundo fin de semana de agosto, época en la que hay mayor concentración de emigrantes que vienen a pasar las vacaciones a su pueblo natal.
También destacan las fiestas de Carnaval, con su peculiar pasacalles y verbena el sábado de carnaval y el domingo siguiente hay degustación de migas, que son un plato típico de pastores con el que se aprovechan las sobras de pan duro, aunque existen también de otro tipo. En estas fiestas, a la vez que las migas, se reparten sardinas acompañadas de vino del lugar por lo que se llama el Domingo de la sardina.

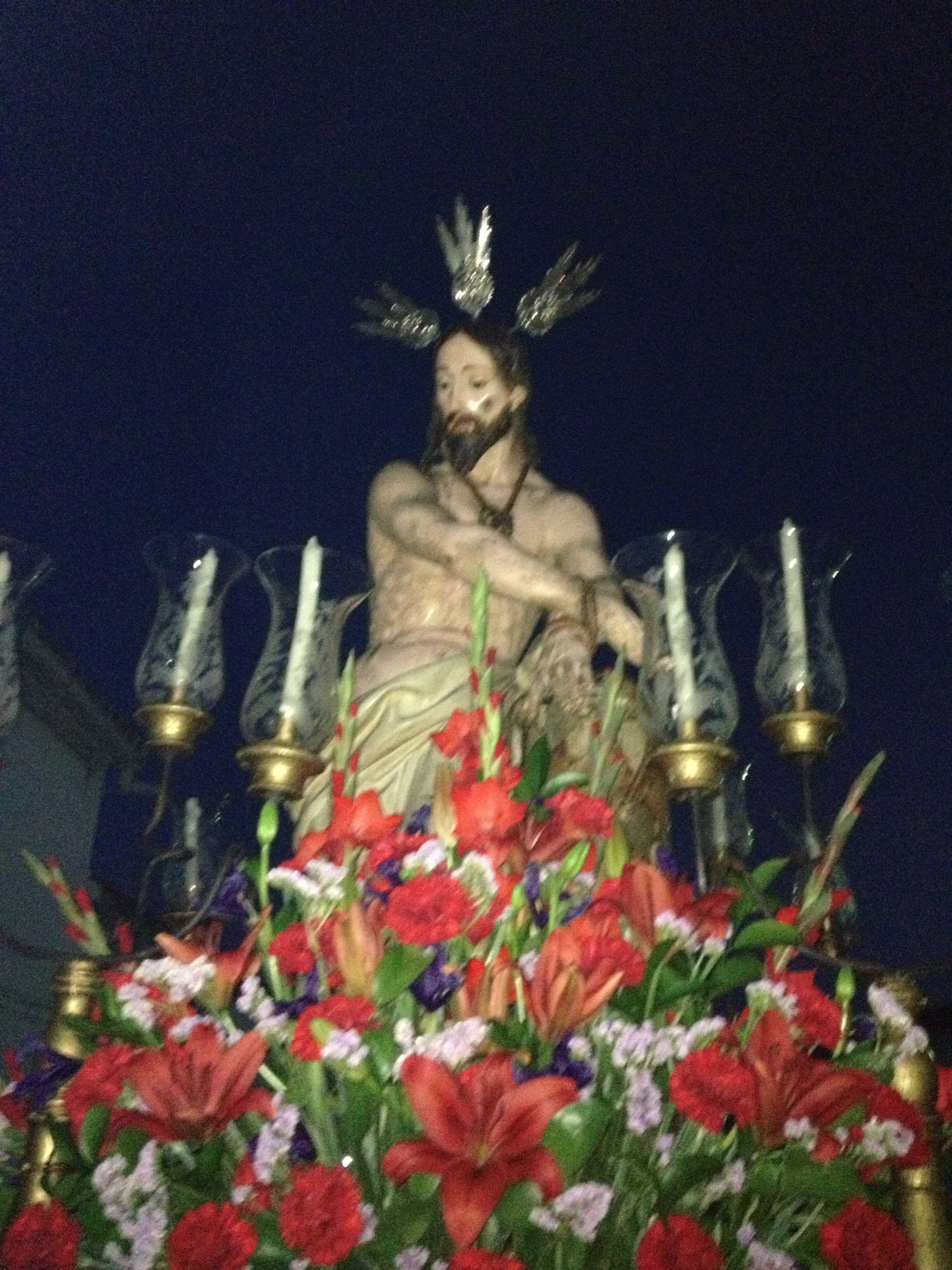
Procesión de Jesús Amarrado a la columna en la tarde del Jueves Santo en Ahillones

Otras de las fiestas que se celebran en la localidad son la Semana Santa, con la procesión de la Borriquita el Domingo de Ramos, el Amarrado en la tarde del Jueves Santo, los encuentros del Nazareno y la Dolorosa en la noche del Jueves Santo, el Viacrucis a las cruces en la mañana del Viernes Santo la procesión del Santo Entierro y de la Soledad en la tarde-noche del Viernes Santo y la procesión de los encuentros del Resucitado y la Virgen en la mañana del Domingo de Resurrección. Las fiestas terminan con la popular Jira el lunes de Pascua, en la que la gente se va al campo a celebrar la Pascua.
También se celebra en Ahillones la Romería de San Isidro Labrador en la que se traslada la imagen del Santo  a un lugar llamado Los arbolitos donde le dicen una misa extremeña y donde los pailones celebran un día de campo en el realizan juegos populares como el tira-soga, la cucaña, el salto de la comba... todo ello acompañado de la matiné y verbena.
En 2016 se conmemoraba el 370 aniversario de la declaración de Ahillones como Villa. Por ese motivo el pueblo recreó cómo sería la vida de una pequeña villa en el siglo XVII reproduciendo oficios y trabajos típicos de la época: herreros, fruteras,panaderas,alfareros,queseras,carpinteros,comerciantes, posaderos, taberneros...
Además algunos vecinos y vecinas de la localidad hicieron tres teatros que simbolizaban la vida de las personas de la época: mujeres que van al río a lavar, gañanes que hablaban después de su jornada laboral, niños que asisten a su sesión dominical de catecismo...
Finalmente la jornada concluyó con  la lectura del documento de la declaración de Ahillones como Villa, expedido por el rey Felipe IV en 1646.